# Serie A 2004-2005 (calcio a 5)
Il campionato di Serie A 2004-2005 è stato il sedicesimo campionato di Serie A e la ventiduesima manifestazione nazionale che assegnasse il titolo di campione d'Italia. La stagione regolare ha preso avvio il 10 settembre 2004 (con un anticipo della prima giornata) e si è conclusa il 7 maggio 2005, prolungandosi fino al 15 giugno 2005 con la disputa delle partite di spareggio. Il regolamento è il medesimo della stagione precedente.

## Avvenimenti
La stagione fu funestata dalla morte dell'allenatore della Luparense Corrado Roma, scomparso tragicamente il 28 novembre in seguito a un incidente stradale. Sportivamente, il campionato propose inizialmente un ritorno in auge della capitale grazie alla costituzione della Lottomatica Roma dopo la fusione tra due delle più importanti squadre italiane quali la Roma RCB ed il Gruppo Sportivo BNL. La squadra guidata da Agenore Maurizi vince con un certo agio la regular season regolando il Prato a quattro punti e lasciando le altre formazioni a distanze superiori ai dieci punti di margine. Le difficoltà dei campioni d'Italia dell'Arzignano Grifo non permettono alla squadra di Solazzi di spingersi oltre la quarta piazza, guadagnata in virtù alla miglior differenza reti negli scontri diretti sui rivali della Luparense. 
Nel primo turno dei play-off la Lazio elimina il Reggio mentre il Nepi è costretto ai tempi supplementari casalinghi per avere la meglio sull'Augusta, superata grazie ad una rete di Esteban González al quinto del secondo tempo supplementare. Luparense e Montesilvano rispettano i pronostici, sbarazzandosi con una certa facilità di Giampaoli Ancona e Marcianise.
Nei quarti la Luparense si prende la rivincita del campionato eliminando l'Arzignano, mentre il Nepi riesce nell'impresa di buttare fuori il Prato, secondo classificato della stagione regolare grazie al gol di Planas che permette ai laziali di vincere 1-0 a Prato. In semifinale la Roma riesce ad avere la meglio sulla Luparense solo a gara3 dopo due tiratissimi pareggi per 4-4, la terza gara si risolve a favore dei capitolini per 4-3. Nell'altra semifinale la stupefacente neopromossa Nepi si arrende al Perugia di Ronconi e Gaucci, di nuovo in finale.
La finale su tre gare vede una vittoria a testa nelle prime due: Il Perugia piega la Roma al PalaEvangelisti per 3-1, mentre i capitolini, nonostante la partita si giocasse sul neutro di Aversa, fanno propria la Gara2 grazie alla rete di Cipolla che a 3 secondi dalla fine fissa il definitivo 5-4. La decisiva Gara3, giocata a Colleferro, si chiude nel primo tempo con un secco 3-0 per i padroni di casa: 8' Fabiano, 8' Pellegrini, 19' Fabiano, mettono in ginocchio i vicecampioni in carica. 
Negli spogliatoi le differenti idee dell'allenatore Massimo Ronconi e Riccardo Gaucci (patron-giocatore della squadra umbra) sfociano in un incredibile esonero del tecnico: La squadra ospite rientra in campo e Ronconi si accomoda in tribuna. In campo il Perugia con Gioia, Danilo, Baptistella e Rogerio riportano la sorte della gara in equilibrio, i tempi supplementari terminano sul 5-5 con la Roma "salvata" da un libero di Bacaro, ma ai calci di rigore Gimenez, Campagnaro, Gioia e Rogerio consegnano il titolo al Perugia.

## Stagione regolare

### Classifica
|  | Pos. | Squadra          | Pt | G  | V  | N | P  | GF  | GS  | DR  |
|  | ---- | ---------------- | -- | -- | -- | - | -- | --- | --- | --- |
|  | 1.   | Roma Futsal      | 60 | 26 | 19 | 3 | 4  | 124 | 62  | +62 |
|  | 2.   | Prato            | 56 | 26 | 17 | 5 | 4  | 101 | 71  | +30 |
|  | 3.   | Perugia          | 49 | 26 | 15 | 4 | 7  | 111 | 92  | +19 |
|  | 4.   | Arzignano        | 48 | 26 | 15 | 3 | 8  | 116 | 83  | +33 |
|  | 5.   | Luparense        | 48 | 26 | 15 | 3 | 8  | 100 | 81  | +19 |
|  | 6.   | Montesilvano     | 42 | 26 | 13 | 3 | 10 | 89  | 87  | +2  |
|  | 7.   | Nepi             | 37 | 26 | 11 | 4 | 11 | 77  | 79  | -2  |
|  | 8.   | Reggio           | 35 | 26 | 11 | 2 | 13 | 85  | 87  | -2  |
|  | 9.   | Lazio            | 31 | 26 | 9  | 4 | 13 | 86  | 88  | -2  |
|  | 10.  | Augusta          | 31 | 26 | 9  | 4 | 13 | 80  | 98  | -18 |
|  | 11.  | Genzano          | 28 | 26 | 8  | 4 | 14 | 83  | 110 | -27 |
|  | 12.  | CUS Chieti       | 27 | 26 | 8  | 3 | 15 | 61  | 88  | +27 |
|  | 13.  | Atletico Palermo | 16 | 26 | 4  | 4 | 18 | 73  | 121 | -48 |
|  | 14.  | Brillante Roma   | 13 | 26 | 3  | 4 | 19 | 59  | 98  | -39 |

### Verdetti
- Perugia campione d'Italia 2004-2005 e qualificata alla Coppa UEFA 2005-2006 (calcio a 5).
- Roma Futsal, Prato, Arzignano Grifo qualificate al secondo turno dei play-off.
- Luparense, Montesilvano, Nepi, Reggio, Lazio e Augusta qualificate al primo turno dei play-off.
- Polisportiva Giampaoli Ancona e Marcianise qualificate al primo turno dei play-off in quanto vincitrici della Serie A2.
- Brillante Roma, Atletico Palermo e, dopo i play-out, CUS Chieti e Genzano retrocesse in Serie A2 2005-06.

### Statistiche e record

#### Record
- Maggior numero di vittorie: Roma Futsal (19)
- Minor numero di sconfitte: Roma Futsal, Prato (4)
- Migliore attacco: Roma Futsal (124 goal)
- Miglior difesa: Roma Futsal (62 goal)
- Miglior differenza reti: Roma Futsal (+62)
- Maggior numero di pareggi: Prato (5)
- Minor numero di pareggi: Reggio (2)
- Minor numero di vittorie: Brillante Roma (3)
- Maggior numero di sconfitte: Brillante Roma (19)
- Peggiore attacco: Brillante Roma (59 goal)
- Peggior difesa: Atletico Palermo (121 goal)
- Peggior differenza reti: Atletico Palermo (- 48)
- Partita con più reti: Roma Futsal - Lazio 10 - 5
- Partita casalinga con maggiore scarto di gol: Arzignano - Atletico Palermo 9 - 2
- Partita in trasferta con maggiore scarto di gol: Genzano - Perugia 4 - 9
- Miglior serie positiva:
- Risultato più frequente: 3-3 (9 volte)
- Totale dei gol segnati: 1245

#### Classifica marcatori
|  | Gol | Marcatore        | Squadra      |
|  | --- | ---------------- | ------------ |
|  | 33  | Denilson Manzali | Genzano      |
|  | 32  | Adriano Foglia   | Arzignano    |
|  | 32  | Rogério          | Perugia      |
|  | 31  | Eduardo Morgado  | Montesilvano |
|  | 31  | Sandrinho        | Arzignano    |

## Play-off

### Formula
Ai play-off si qualificano le prime 10 squadre della serie A e le due vincenti dei due gironi di serie A2 ovvero Futsal Club Marcianise e Polisportiva Giampaoli Ancona. Le prime quattro della serie A aspettano ai quarti mentre le altre otto disputano un turno in più ad eliminazione diretta con gare di andata e ritorno. Il regolamento prevede che accedano ai quarti di finale e alle semifinali le squadre che, nell'arco del doppio confronto, avranno realizzato il maggior numero di reti. In caso di parità, al termine del secondo incontro, si disputeranno due tempi supplementari da 5' ciascuno. In caso di ulteriore parità, passeranno il turno le squadre di categoria superiore o quelle meglio classificate al termine della stagione regolare. Le semifinali e la finale si giocano al meglio delle tre partite. Passerà il turno la squadra che totalizzerà più punti, indipendentemente dalla differenza reti, nelle prime due gare. In caso di un successo per parte o di due pareggi, si disputerà una terza gara sullo stesso campo di gara 2. In caso di parità al termine dei tempi regolamentari di questa terza gara, si procederà a due tempi supplementari da 5' ciascuno e, se necessario, ai tiri di rigore.

### Tabellone
|  | 1º turno     | 1º turno     | 1º turno | 1º turno               |    |             | Quarti | Quarti | Quarti      | Quarti |                         |                         | Semifinali              | Semifinali              | Semifinali | Semifinali |  |  | Finale | Finale | Finale | Finale |
|  |              |              |          |                        |    |             |        |        |             |        |                         |                         |                         |                         |            |            |  |  |        |        |        |        |
|  |              |              |          |                        |    |             |        |        |             |        |                         |                         |                         |                         |            |            |  |  |        |        |        |        |
|  |              |              |          |                        |    |             |        |        |             |        |                         |                         |                         |                         |            |            |  |  |        |        |        |        |
|  | Prato        | 4            | 0        |                        |    |             |        |        |             |        |                         |                         |                         |                         |            |            |  |  |        |        |        |        |
|  | Prato        | 4            | 0        | Augusta                | 1  | 7           |        |        |             |        |                         |                         |                         |                         |            |            |  |  |        |        |        |        |
|  |              | Nepi         | 4        | Augusta                | 1  | 7           | 1      |        |             |        |                         |                         |                         |                         |            |            |  |  |        |        |        |        |
|  | Nepi         | Nepi         | 4        | 0                      | 9  |             | 1      |        | Nepi        | 3      | 2                       |                         |                         |                         |            |            |  |  |        |        |        |        |
|  | Nepi         |              |          |                        |    |             |        |        | Nepi        | 3      | 2                       |                         |                         |                         |            |            |  |  |        |        |        |        |
|  |              |              |          |                        |    | Perugia     | 4      | 5      |             |        |                         |                         |                         |                         |            |            |  |  |        |        |        |        |
|  | Perugia      | 6            | 6        |                        |    | Perugia     | 4      | 5      |             |        |                         |                         |                         |                         |            |            |  |  |        |        |        |        |
|  | Perugia      | 6            | 6        | Marcianise             | 1  | 1           |        |        |             |        |                         |                         |                         |                         |            |            |  |  |        |        |        |        |
|  |              | Montesilvano | 3        | Marcianise             | 1  | 1           | 4      |        |             |        |                         |                         |                         |                         |            |            |  |  |        |        |        |        |
|  | Montesilvano | Montesilvano | 3        | 4                      | 5  |             | 4      |        | Perugia     | 3      | 4                       | 6(4)                    |                         |                         |            |            |  |  |        |        |        |        |
|  | Montesilvano |              |          |                        |    |             |        |        | Perugia     | 3      | 4                       | 6(4)                    |                         |                         |            |            |  |  |        |        |        |        |
|  |              |              |          |                        |    | Roma Futsal | 1      | 5      | 6(3)        |        |                         |                         |                         |                         |            |            |  |  |        |        |        |        |
|  | Roma Futsal  | 3            | 7        |                        |    | Roma Futsal | 1      | 5      | 6(3)        |        |                         |                         |                         |                         |            |            |  |  |        |        |        |        |
|  | Roma Futsal  | 3            | 7        | Lazio                  | 2  | 7           |        |        |             |        |                         |                         |                         |                         |            |            |  |  |        |        |        |        |
|  |              | Lazio        | 5        | Lazio                  | 2  | 7           | 3      |        |             |        |                         |                         |                         |                         |            |            |  |  |        |        |        |        |
|  | Reggio       | Lazio        | 5        | 1                      | 5  |             | 3      |        | Roma Futsal | 4      | 4                       | 4                       |                         |                         |            |            |  |  |        |        |        |        |
|  | Reggio       |              |          |                        |    |             |        |        | Roma Futsal | 4      | 4                       | 4                       |                         |                         |            |            |  |  |        |        |        |        |
|  |              |              |          |                        |    | Luparense   | 4      | 4      | 3           |        | A.S. Perugia Calcio A 5 | A.S. Perugia Calcio A 5 | A.S. Perugia Calcio A 5 | A.S. Perugia Calcio A 5 |            |            |  |  |        |        |        |        |
|  | Arzignano    | 4            | 3        |                        |    | Luparense   | 4      | 4      | 3           |        | A.S. Perugia Calcio A 5 | A.S. Perugia Calcio A 5 | A.S. Perugia Calcio A 5 | A.S. Perugia Calcio A 5 |            |            |  |  |        |        |        |        |
|  | Arzignano    | 4            | 3        | Polisportiva Giampaoli | 2  | 1           |        |        |             |        |                         |                         |                         |                         |            |            |  |  |        |        |        |        |
|  |              | Luparense    | 5        | Polisportiva Giampaoli | 2  | 1           | 3      |        |             |        |                         |                         |                         |                         |            |            |  |  |        |        |        |        |
|  | Luparense    | Luparense    | 5        | 3                      | 10 |             | 3      |        |             |        |                         |                         |                         |                         |            |            |  |  |        |        |        |        |
|  | Luparense    |              |          |                        | 10 |             |        |        |             |        |                         |                         |                         |                         |            |            |  |  |        |        |        |        |

### Risultati[5]

#### Primo turno

##### Andata
| Augusta 14 maggio 2005, ore : | Augusta | 1 – 0 (0-0) | Nepi | PalaJonio |

| Colleferro 14 maggio 2005, ore : | Lazio | 2 – 1 (0-0) | Reggio | Palazzetto dello Sport |

| Caserta 14 maggio 2005, ore : | Marcianise | 1 – 4 (0-1) | Montesilvano | Tensostruttura “Maria Carolina di Borbone” |

| Ancona 14 maggio 2005, ore 18:00                                        | Polisportiva Giampaoli | 2 – 3 (1-2) referto                | Luparense | Palasport Comunale |
| Juninho 18’ Antonelli 25’ Marcatori 18'30'’ Saad 19’ , 33’ A. Vicentini |                        |                                    |           |                    |
|                                                                         |                        |                                    |           |                    |
| Juninho 18’ Antonelli 25’                                               | Marcatori              | 18'30'’ Saad 19’, 33’ A. Vicentini |           |                    |

##### Ritorno
| Arbitri: | Paolo Troiani (Pesaro) Enrico Carpani (Ascoli Piceno) |

|                                                                          |           |                                                                     |
| Junior 5’, 17’ (t.l.), 27’, 39’ Bresciani 8’ González 11’, 32’, 35’, 55’ | Marcatori | 2’, 10’, 30’ Pereira 18’ Teixeira 21’ Silveira 36’ Mielo 37’ Piffer |

| Arbitri: | Emanuele Sanavia (Padova) Salvatore Lombardo (Palermo) |

|                                                         |           |                                                                                           |
| Cantagalo 14’ W. Villalba 17’ Nora 17'15’’ Gil 24’, 35’ | Marcatori | 20'30’’ Neizinho 22’ Danieli 27’, 34'05’’ Bellomo 34’ Testa 34'10’’ Bernardi 39’ B. Rossa |

| Arbitri: | Luca Desideri (Prato) Vincenzo Vitrioli (Reggio Calabria) |

|                                                         |           |            |
| Morgado 10’, 24’ Sánchez 15’ Romanini 31’ Velázquez 34’ | Marcatori | 30’ Dalmas |

| Arbitri: | Catello Abagnale (Ciampino) Francesco Mattia (Frosinone) |

|                                                                                         |           |                 |
| Saad 4’, 9’ Chilavert 7’, 32’ Sartori 12’, 17’, 28’ Lamanna 16’ E. Bertoni 32'30’’, 39’ | Marcatori | 20'17’’ Gulizia |

#### Quarti

##### Gara 1
| Colleferro 21 maggio 2005, ore : | Lazio | 5 – 3 (2-3) | Roma Futsal | Palazzetto dello Sport |

| Viterbo 21 maggio 2005, ore : | Nepi | 4 – 4 (0-3) | Prato | Palacimini |

| Montesilvano 21 maggio 2005, ore : | Montesilvano | 3 – 6 (3-5) | Perugia | PalaRoma |

| Arbitri: | Giuseppe Tassone (Taurianova) Angelo Grimaldi (Vibo Valentia) |

|                                                                 |           |                                                  |
| E. Bertoni 5’ Sartori 25’, 33’ A. Vicentini 36’ Saad 39’ (t.l.) | Marcatori | 3’ Vander Carioca 15’, 24’ Sandrinho 30’ Pinilla |

##### Gara 2
| Arbitri: | Guido Alfonsi (L’Aquila) Augusto Balestra (Forlì) |

|                                                                                  |           |                                      |
| Parrel 1’ Cipolla 3’ De Nichile 10’ Jubanski 23’, 23'30’’ Fabiano 35’ Bacaro 39’ | Marcatori | 15’ Bellomo 18’ Danieli 32’ B. Rossa |

| Arbitri: | Luigi Case (Pescara) Alessandro Scardicchio (Bari) |

|  |           |            |
|  | Marcatori | 26’ Planas |

| Arbitri: | Lorenzo Mario Brambilla (Milano) Edoardo Ambrosini (Carrara) |

|                                                              |           |                                                    |
| Rogério 6’, 22’, 29’ Campagnaro 27'30’’ Forte 35’ Ripesi 37’ | Marcatori | 7’ Mantovani 11’ Romanini 13’ Sánchez 27’ Villalba |

| Arbitri: | Rosino Tatti (Avezzano) Americo Scatena (Tivoli) |

|                                                       |           |                                 |
| Vander Carioca 1’ Foglia 39’ Sandrinho 39'30’’ (rig.) | Marcatori | 22’, 32’ E. Bertoni 37’ Sartori |

#### Semifinali

##### Gara 1
| Arbitri: | Antonio Mazza (Torino) Giuseppe Buluggiu (Cagliari) |

|                                         |           |                                           |
| Vampeta 14’, 39’ Chilavert 25’, 39'45’’ | Marcatori | 2’ Parrel 6’, 29’ Ippoliti 14'30’’ Furlam |

| Arbitri: | Alberto Bianchi (Conegliano) Federico Carraro (Verona) |

|                                |           |                                                   |
| Planas 17’ Junior 32’, 39'50’’ | Marcatori | 10’ Baptistella 13’ Danilo 19’ Rogério 39’ Ripesi |

##### Gara 2
| Arbitri: | Marcello Toscano (Ercolano) Ercole Vescio (Catanzaro) |

|                                        |           |                                 |
| Jubanski 2’, 37’ Parrel 28’ Altair 34’ | Marcatori | 6’, 6'20'’, 27’, 36’ E. Bertoni |

| Perugia 1º giugno 2005, ore 20:00 | Perugia | 5 – 2 (0-2) | Nepi | PalaEvangelisti |

##### Gara 3
| Arbitri: | Carlo Di Marco (Pescara) Valerio Ierace (Grosseto) |

|                                              |           |                                    |
| De Nichile 15’ Ippoliti 25’, 41’ Fabiano 47’ | Marcatori | 4’ E. Bertoni 22’ Saad 48’ Lamanna |

#### Finale

##### Gara 1
| Arbitri: | Alberto Bianchi (Conegliano) Marcello Toscano (Ercolano) |

|                             |           |             |
| Rogério 12’, 29’ Gaucci 21’ | Marcatori | 39’ Franzoi |

##### Gara 2
| Arbitri: | Ercole Vescio (Catanzaro) Giuseppe Buluggiu (Cagliari) |

|                                                       |           |                                                           |
| Batata 3’, 14’ Ippoliti 8’ Bacaro 33’ Cipolla 39'56’’ | Marcatori | 19'58’’ Gaucci 20'30’’, 27’ Rogério 33'30’’ (t.l.) Danilo |

##### Gara 3
| Arbitri: | Augusto Balestra (Forlì) Federico Carraro (Verona) |

|                                                            |                      |                                                                       |
| Fabiano 8’, 19’, 27’ Pellegrini 18’ Bacaro 47’, 48’ (t.l.) | Marcatori            | 26’, 44'50’’ (t.l.) Gioia 28’ Danilo 29’, 43’ Baptistella 31’ Rogério |
| Cipolla Franzoi De Nichile Parrel Bacaro                   | Tiri di rigore 3 – 4 | Giménez Campagnaro Antonazzi Gioia Rogério                            |

### Classifica marcatori play-off[6]
| Gol |  |  | Giocatore         | Squadra     |
| --- |  |  | ----------------- | ----------- |
| 10  |  |  | Edgar Bertoni     | Luparense   |
| 9   |  |  | Rogério           | Perugia     |
| 8   |  |  | Ivan Alves Júnior | Nepi        |
| 6   |  |  | Carlos Danieli    | Lazio       |
| 6   |  |  | Riccardo Gaucci   | Perugia     |
| 6   |  |  | Luca Ippoliti     | Roma Futsal |
| 6   |  |  | Tadeu Sartori     | Luparense   |
| 5   |  |  | Fabiano Assad     | Roma Futsal |
| 5   |  |  | Saad Assis        | Luparense   |

| Gol |  |  | Giocatore          | Squadra      |
| --- |  |  | ------------------ | ------------ |
| 5   |  |  | Jocimar Jubanski   | Roma Futsal  |
| 4   |  |  | Vinícius Bacaro    | Roma Futsal  |
| 4   |  |  | Rodrigo Campagnaro | Perugia      |
| 4   |  |  | Carlos Chilavert   | Luparense    |
| 4   |  |  | Danilo             | Perugia      |
| 4   |  |  | Esteban González   | Nepi         |
| 4   |  |  | Eduardo Morgado    | Montesilvano |
| 4   |  |  | Júlio Romanini     | Montesilvano |

## Play-out[5]
Ai play-out parteciparono la 11ª e la 12ª classificata della serie A e le vincenti dei play-off di Serie A2. Al termine del doppio confronto sia il CUS Chieti sia il Genzano retrocedettero, superate rispettivamente da Circolo Lavoratori Terni e Napoli.

### Andata
| Arbitri: | Cipriano Scarfò (Taurianova) Giulio Candiotto (Castelfranco Veneto) |

|                                            |           |            |
| Sgarbi 3’ Mazzocchi 13’ (rig.) Juninho 21’ | Marcatori | 7’ Rosinha |

| Terni 21 maggio 2005, ore 20:00 | CLT Terni | 3 – 3 | CUS Chieti | PalaDiVittorio |

### Ritorno
| Arbitri: | Valerio Ierace (Grosseto) Carlo Di Marco (Pescara) |

|                                                                                        |           |                                                                          |
| Puzzi 0'20'’, 38’ (t.l.) M. Grana 24’, 43’ Paulo César 30’ Manzali 30'10'’ Favalli 31’ | Marcatori | 7’ Mazzocchi 8’, 49'50'’ Sgarbi 17’ Henrique 39'30'’ Juninho 41’ Campano |

| Chieti 28 maggio 2005, ore 18:00 | CUS Chieti                                            | 3 – 8 | CLT Terni | PalaCUS\| Arbitri: \| Marcello Toscano (Ercolano) Ercole Vescio (Catanzaro) \| |
| Arbitri:                         | Marcello Toscano (Ercolano) Ercole Vescio (Catanzaro) |       |           |                                                                                |

## Supercoppa italiana
La settima edizione della Supercoppa italiana si è svolta sabato 4 settembre ad Arzignano presso il PalaTezze tra i Campioni d'Italia dell'Arzignano Grifo e il Furpile Prato vincitrice della Coppa Italia.
| Arbitri: | Scatena (Tivoli) Del Tutto (Ciampino) |

| |                      | |
| Amoroso 11’ Sandrinho 29’ (rig.) Foglia 30’ Farinha 49’ | Marcatori            | 8’ Viapiana 22’ (rig.) Corsini 28’, 47’ Tilico |
| | Tiri di rigore 5 – 4 | |
| · Caio Farinha · Luciano Mendes · Luca Pozza · Panciera · Márcio Brancher · Fábio Bachega · Sandrinho · Fabrizio Amoroso · Adriano Foglia · Igor Dobrosavljevic · Eduardo Bragaglia | Formazioni           | · Alexandre Feller · Bruno Barreto De Assis · Cristian Busato · Daniel Viapiana · Alex Strapazzon · Vincenzo Restivo · Douglas Corsini · Edgar Schurtz · Tilico · Bruno Leonardo Gusso · Antonino Martino |
| Lucio Solazzi | Allenatori           | Jesús Velasco |